# Equus scotti
Equus scotti (del latín caballo de Scott, nombrado en honor del paleontólogo de vertebrados William Berryman Scott) es una especie extinta del género Equus, que incluye también al caballo moderno. E. scotti era nativo de América del Norte y probablemente evolucionó de los équidos primitivos similares a cebras a principios del Pleistoceno. Esta especie puede haber cruzado de Norteamérica a Eurasia por el puente terrestre de Bering durante el Pleistoceno. Su extinción coincidió con la extinción a fines de las eras glaciales del Pleistoceno de la megafauna.
Estuvo entre las últimas especies nativas de caballos de América hasta la reintroducción de estos animales cerca de 10 000 años más tarde, cuando los conquistadores españoles trajeron caballos modernos al continente durante el siglo XVI, algunos de los cuales luego escaparon y se volvieron ancestros de muchos de los caballos salvajes presentes actualmente en América.

## Distribución

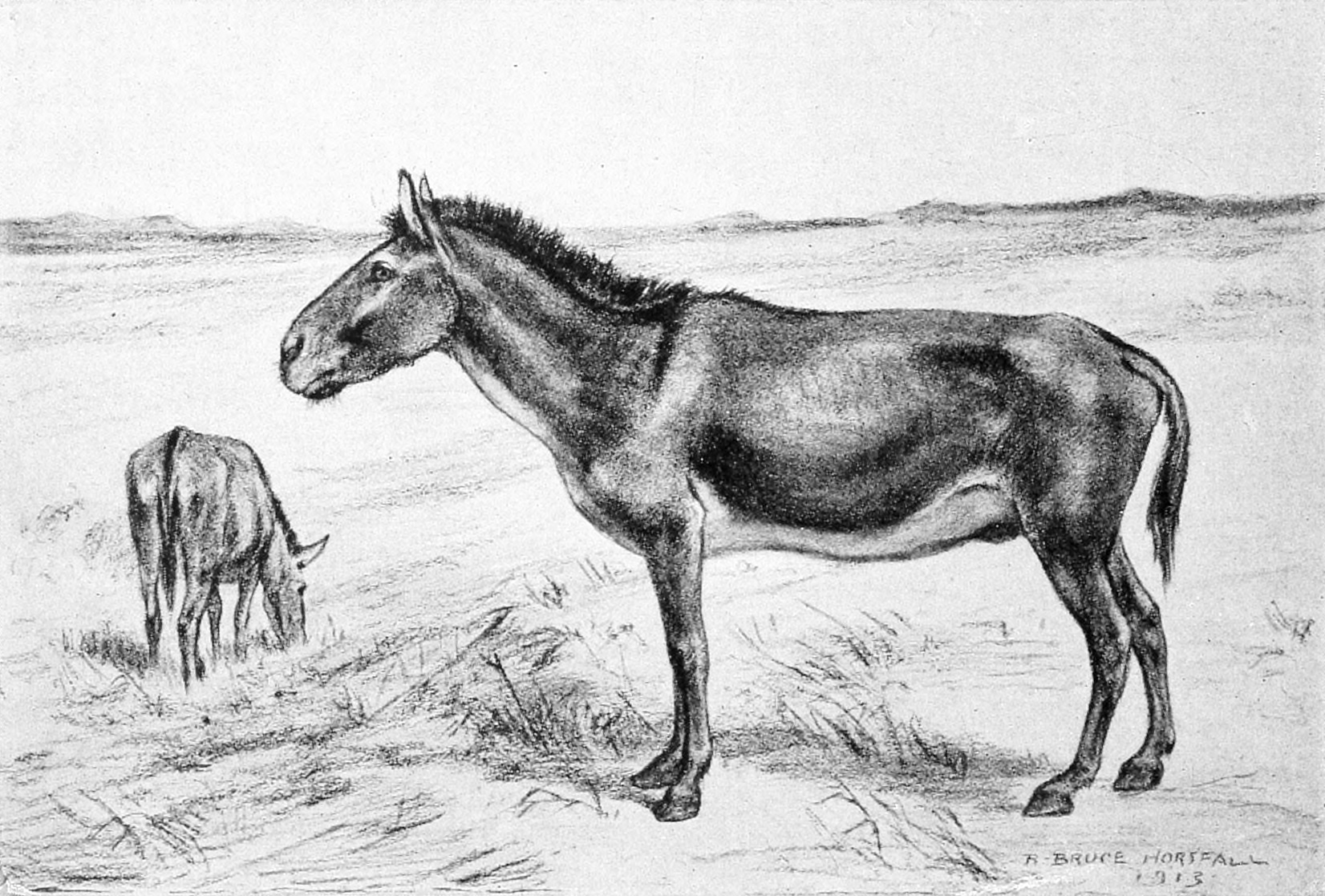
Reconstrucción de Robert Bruce Horsfall.

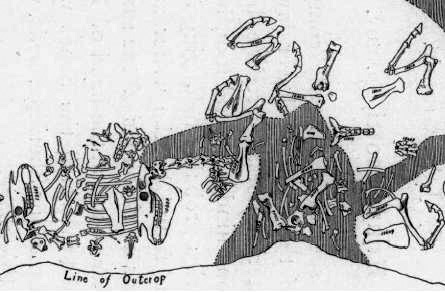
Agrupación de huesos de Equus scotti, representando su lugar de descubrimiento

Descubrimientos paleontológicos y arqueológicos han identificado numerosas localidades donde han aparecido restos de E. scotti. La especie se recuperó originalmente en Rock Creek, Texas, Estados Unidos, donde se hallaron múltiples esqueletos. También se halló un fósil cercanamente relacionado, denominado Equus bautisensis en California; esta especie parece ser una forma un poco más primitiva que E. scotti. Sin embargo, E. bautisensis fue luego reclasificado como un sinónimo más moderno de E. scotti en 1998 por el paleontólogo E. Scott, quien también asignó los fósiles del Desierto Anza-Borrego en California, que tentativamente eran interpretados como pertenecientes a E. bautistensis, a E. scotti. Otra posible localidad, que sería la más situada al sur de esta especie es el parque nacional Pali Aike en Chile.